# Ryan Camilleri
Ryan Camilleri (* 22. Mai 1988) ist ein maltesischer Fußballnationalspieler.
Seine Profikarriere begann er 2004 beim maltesischen Erstligaverein Pietà Hotspurs, für den er bis 2008 spielte. Anschließend wechselte er in den Kader von Hibernians Paola, mit denen er gleich im ersten Jahr die Meisterschaft in der Maltese Premier League gewann. Seit 2014 spielt er für den FC Valletta.
Ryan Camilleri spielte für die U-17-Fußballnationalmannschaft von Malta bei den Qualifikationsspielen zur U-17-Fußball-Europameisterschaft 2004. Auch für die U21 kam er achtmal zum Einsatz. Seit 2012 spielt er für die A-Nationalmannschaft von Malta und bestritt bisher 35 Länderspiele.

## Erfolge
- Maltesischer Meister: 2009, 2016
- Maltesischer Pokalsieger: 2012, 2013
- Maltesischer Superpokalsieger: 2016